# Batalla de Protofàcion
La batalla de Protofàcion del 88 aC fou una batalla de la primera guerra mitridàtica, un conflicte militar entre el Regne del Pont i la República de Roma, conflicte que va provocar el col·lapse de la dominació romana a la província d'Àsia.

## Antecedents
A la mort de Nicomedes III Evèrgetes el 91 aC, Nicomedes IV Filopàtor fou nomenat seu successor al tron del Regne de Bitínia, però Sòcrates de Bitínia es va revoltar i va enderrocar a son germà amb ajut del Regne del Pont. Nicomedes va anar a Roma per reclamar davant el senat romà el qual es va pronunciar al seu favor reinstaurant a Nicomedes al tron i envaint el Regne del Pont el 88 aC. Mitridates VI Eupàtor no va oferir resistència i Nicomedes va arribar fins a Amasra, enviant a Pelòpides com ambaixador als romans per demanar explicacions.
Els romans i els seus aliats disposaven de quatre exèrcits escampats a la frontera occidental del Pont i Capadòcia, però entre tots tenien menys tropes que les forces a disposició de Mitridates, i com aquest no va rebre les explicacions que volia, va esclatar la guerra el mateix 88 aC. Mitridates va envair la Capadòcia, que va ocupar fàcilment i va quedar annexionada al Regne del Pont.
Nicomedes IV Filopàtor disposava del major dels exèrcits dels aliats romans amb uns 50.000 soldats d'infanteria i 6.000 de cavalleria. Amb aquest exèrcit Nicomedes va avançar cap a l'est de Paflagònia per formar el flanc nord de la línia defensiva romana, avançant a Bithynium, a l'est de Bitínia fins a Paflagònia, arribant al riu Amnias on va trobar un dels exèrcits del Regne del Pont a una àmplia plana a la vora del riu Amnias. Després de perdre la major part del seu exèrcit, els supervivents amb Nicomedes van fugir a Paflagònia.
En saber de la victòria a la batalla del riu Àmnies, Mitridates VI Eupator va avançar des de les planes d'Amaseia cap a Paflagònia. Mani Aquil·li el Jove va retirar-se al riu Sangarius i els seus aliats mentre Nicomedes IV Filopàtor es dirigia a reunir-se amb Luci Cassi.
Les tropes de Mitridates VI Eupator en el seu avanç van pujar el cim del Scoroba, a la frontera entre el Regne de Bitínia i le Regne del Pont. En la batalla del Mont Escòrobes, l'avantguarda de l'exèrcit, d'un centenar de Sàrmates a cavall van caure sobre 800 cavallers bitinis, que van fugir, però alguns van caure presoners.

## Desenvolupament tàctic
Mani Aquil·li el Jove fou atrapat per Neoptòlem i Nèmanes amb els aliats armenis a la fortalesa de Protofàcion. Mani fou derrotat i va fugir, perdent. En la batalla van morir 10.000 romans i 300 foren fets prisoners.

## Conseqüències
Tot i que dos dels exèrcits romans estaven intactes, cap dels seus comandants tenia confiança en la seva capacitat. Luci Cassi i Nicomedes IV Filopàtor van trobar-se a Frígia, però veient que no podia fer front als enemics, van abandonar la idea de lluitar i es van retirar. Luci Cassi amb el seu exèrcit a es va dirigir a Apamea, Nicomedes a Pèrgam, i Mani Aquil·li el Jove cap a Rodes. Els defensors de la boca de l'Euxine també es dispersaren i lliuraren l'estret i tots els vaixells que tenien a Mitridates VI Eupàtor. Mitridates va aconseguir el control sobre gairebé tota la província romana d'Àsia. Mani Aquil·li finalment fou capturat, però va ser lliurat a Mithridates, qui després d'exhibir-lo un temps, el va matar fent-li empassar or fos.